# 電星大廈
電星大廈，別字電信大廈，（英語：Electra House）是位於馬來西亞砂拉越古晉的一座購物商場。它被公認為古晉市首座購物商場，建於該市首個主要發電站的原址上。

## 歷史
古晉首座主要發電站（自2007年起稱為砂拉越能源）大約建於1919年至1922年間，以其兩座高達68英尺的雙煙囪而聞名。該設施的設立旨在支援市中心永久性街道照明的安裝工程。
1962年，作為城市規劃的一部分，這座發電站被停用並遷移至他處，其原址隨後用於興建電星大廈。該商場由新加坡建築事務所Swan and Maclaren設計，於1965年竣工，造價為280萬令吉。電星大廈是古晉及整個砂拉越在加入馬來西亞聯邦之後的首座購物商場。其開幕典禮由砂拉越首任首席部長丹斯里拿督阿瑪史蒂芬·卡隆·寧甘（Stephen Kalong Ningkan）主持。
由於地理位置鄰近主要公共交通樞紐，電星大廈在1960至1970年代達到最鼎盛時期。然而，隨著1980年代陸續出現規模更大、設備更先進（全空調系統）的購物中心，如青統大廈，河婆大廈，砂督大廈，古晉大廈及砂拉越大廈，電星大廈開始面臨人流銳減的情況。儘管在1996年進行了一次翻新，該商場至今仍持續面臨訪客人數下滑的問題。

## 建築
電星大廈是一座綜合用途建築，底部為三層寬敞的商業店鋪區，中層設有停車場，上層為五層辦公室空間及露天平台。大廈一側曾設有一座噴水池，惟已於1996年後拆除。
建築內部採用半空調、半開放式設計，並未設有自動扶梯，僅配備升降機與樓梯，通往高樓層主要依賴樓梯。

## 店鋪
早年，商業店鋪包括照相館（柯達）、名牌手錶店、藥劑行、裁縫店，以及販售黑膠唱片的音樂行（Borneo Records）等。辦公空間則曾由馬來西亞航空使用。靠近露天平台的樓層曾設有一家供應融合西式料理的餐廳國度大酒家（Le Coq d’Or）。
1990年代以後，隨著商家選擇將業務遷往人流更密集、地段更具策略性的地區，大廈內的空置店舖逐漸增多，至2010年代，僅剩部分美髮院與服飾店繼續營業。砂拉越河流局（Sarawak Rivers Board）自1993年起接管大廈的辦公區域。